# Miles M.52
El Miles M.52 fue un proyecto de avión de investigación supersónico propulsado por turborreactor diseñado en el Reino Unido a mediados de la década de 1940. En octubre de 1943, Miles Aircraft recibió un contrato para producir el avión de acuerdo con la Especificación E.24/43 del Ministerio del Aire. El programa era muy ambicioso para su época y tenía como objetivo producir un avión capaz de alcanzar una velocidad de al menos 1000 millas por hora (1609,3 km/h) en vuelo nivelado, e implicaba una proporción muy alta de investigación aerodinámica de vanguardia y un trabajo de diseño innovador.
Hasta 1945, todo los trabajos del proyecto se llevaron a cabo con un alto nivel de secretismo. En febrero de 1946, el nuevo gobierno laborista de Clement Attlee puso fin al programa, aparentemente debido a razones presupuestarias, así como a la incredulidad de algunos funcionarios del ministerio con respecto a la practicidad de los aviones supersónicos. En septiembre de 1946, la existencia del proyecto M.52 se reveló al público general, lo que generó críticas por la decisión y solicitudes de una explicación oficial de por qué se había cancelado el mismo. El Ministerio de Abastecimiento decidió, de manera controvertida, investigar el diseño con seis configuraciones diferentes de alas y superficies de control, pero con una serie de maquetas a escala al 30 % no tripuladas propulsadas por cohetes, en lugar de un avión tripulado a escala real. El contrato se adjudicó a Vickers en lugar de a Miles. Los modelos fueron lanzados desde el aire desde un nodriza De Havilland Mosquito modificado.
Una maqueta con la configuración del M.52 de ala y superficies de control logró Mach 1,38 en vuelo nivelado transónico y supersónico controlado, un logro único en ese momento y que proporcionó "cierta validación de la aerodinámica del M.52 en la que se basó el modelo". Antes del vuelo ya se había tomado la decisión de finalizar el programa. También se cancelaron los trabajos en la versión con postcombustión del turborreactor Power Jets W.2/700, y Power Jets se incorporó al Establecimiento Nacional de Turbinas de Gas. Según altos funcionarios de Miles, el diseño y la investigación obtenidos del M.52 se compartieron con la compañía estadounidense Bell Aircraft, y que fueron aplicados a su propio Bell X-1, el avión experimental que rompió la barrera del sonido.

## Desarrollo

### Antecedentes
Antes de la Segunda Guerra Mundial, la opinión generalizada en la mayor parte de la industria aeronáutica era que los vuelos tripulados a velocidades supersónicas eran casi imposibles, principalmente debido al problema aparentemente insuperable de la compresibilidad. Durante la década de 1930, pocos investigadores e ingenieros aeroespaciales optaron por explorar el campo de la dinámica de fluidos de alta velocidad; pioneros notables en esta área fueron el ingeniero aeroespacial alemán Adolf Busemann, el físico británico Sir Geoffrey Taylor y el diseñador de motores británico Sir Stanley Hooker. Si bien Alemania prestó considerable atención a la exploración e implementación de las teorías de Busemann sobre el ala en flecha y su papel en la reducción de la resistencia durante el vuelo a alta velocidad, tanto el Reino Unido como Estados Unidos ignoraron en gran medida esta investigación. No fue hasta 1944 que la información sobre el Messerschmitt Me 163 propulsado por cohete y el Me 262 propulsado por reactores, ambos con alas en flecha, provocó que las actitudes sobre sus méritos comenzaran a cambiar. Para entonces, el Ministerio del Aire británico ya había lanzado su propio programa de investigación.
En el otoño de 1943, el Ministerio del Aire emitió la Especificación E.24/43 solicitando un avión de investigación propulsado por un reactor capaz de volar a más de 1000 millas por hora (1609,3 km/h) en vuelo nivelado (más del doble del récord de velocidad existente) y con la capacidad de ascender a 36 000 pies (10 972,8 m) en 1,5 minutos. El E.24/43 ha sido descrito como "el requisito oficial más visionario jamás emitido por un departamento gubernamental... una aventura completa hacia lo desconocido con técnicas de motor, estructura de avión y control más allá de cualquier cosa remotamente considerada antes". De hecho, la especificación sólo tenía como objetivo producir un avión británico que pudiera igualar el supuesto rendimiento de un avión alemán aparentemente existente: el requisito de 1000 mph (supersónico) había sido el resultado de una mala traducción de una comunicación interceptada, que informaba que la velocidad máxima era de 1000 km/h (subsónico). Se cree que este informe se refería al Messerschmitt Me 163A o al Me 262.
La compañía Miles Aircraft tuvo sus inicios en la década de 1920 y se hizo un nombre durante la década de 1930 produciendo gamas asequibles de aviones ligeros innovadores, siendo quizás los más conocidos los entrenadores Miles Magister y Miles Master; siendo usado un gran número de ambos modelos extensivamente por parte de la RAF en la formación de pilotos. Aunque los productos de la compañía eran aviones de tecnología relativamente baja, Miles tenía una buena relación con el Ministerio del Aire y el Royal Aircraft Establishment (RAE), y había presentado varias propuestas de aviones avanzados en respuesta a las especificaciones del ministerio. Se invitó a Miles a emprender un proyecto ultrasecreto para cumplir con los requisitos de la Especificación E.24/43. Presuntamente, la decisión de involucrar a la empresa fue en parte para resolver una disputa sobre un contrato separado que supuestamente había sido mal manejado por el Ministerio de Producción Aeronáutica; Wood afirma que el ministro de Producción Aeronáutica, Sir Stafford Cripps, quedó impresionado por los diseños y el equipo de desarrollo de Miles y, por lo tanto, lo favoreció para que cubriera las especificaciones.
F.G. Miles, de Miles Aircraft, fue convocado al Ministerio de Producción Aeronáutica para reunirse con Ben Lockspeiser, director de investigación científica, que describió las dificultades y desafíos que implicaban el desarrollo de un avión de este tipo. El proyecto requirió el más alto nivel de secreto en todo momento, siendo Miles responsable del desarrollo y fabricación de la estructura del avión, mientras que la compañía Power Jets de Frank Whittle desarrolló y produjo un motor adecuado para equipar el avión. Para este proyecto, Miles cooperaría y recibiría asistencia del Royal Aircraft Establishment (RAE) en Farnborough y del Laboratorio Nacional de Física. El 8 de octubre de 1943, Miles recibió el visto bueno formal para proceder del mariscal del aire Ralph Sorley, e inmediatamente se dedicó a establecer las instalaciones seguras apropiadas para el proyecto.

### Desarrollo inicial

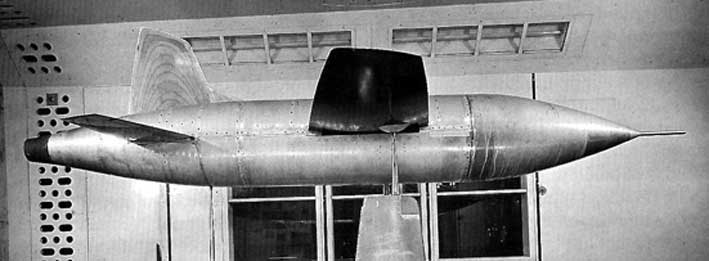
Una de las maquetas Vickers realizando pruebas en el túnel de viento supersónico en el Royal Aircraft Establishment (RAE), alrededor de 1946.

Ante las cantidades limitadas de información relevante procedente de las fuentes disponibles en las que basar el diseño del avión, Miles recurrió al campo de la balística. Razonó que, dado que las balas podían alcanzar velocidades supersónicas, probablemente estarían presentes entre sus formas propiedades aerodinámicas que permitirían que un avión fuera capaz de volverse supersónico. En particular, como resultado del estudio de estos datos de diseño, el avión tendría un morro cónico y alas muy delgadas con bordes de ataque afilados. Esto contrastaba con muchos de los primeros aviones a reacción, que tenían morros redondeados, alas gruesas y elevadores con bisagras, lo que daba como resultado que estos aviones tuvieran regiones locales de flujo supersónico (número de Mach crítico) con números de Mach de vuelo relativamente bajos; por lo tanto, eran menos adecuados para la investigación de altas velocidades subsónicas (en picados) que el anterior Supermarine Spitfire con sus alas más delgadas. En 1943, las pruebas del RAE realizadas con Spitfire demostraron que la resistencia era el factor principal que los aviones de alta velocidad debían abordar.
Otra adición crítica fue el uso de un estabilizador asistido, también conocido como cola móvil o cola volante, una clave para el control de vuelo supersónico que contrastaba con los elevadores tradicionales articulados a los planos de cola (estabilizadores horizontales). Las superficies de control convencionales se volvían ineficaces a las altas velocidades subsónicas que entonces alcanzaban los cazas en picado, debido a las fuerzas aerodinámicas causadas por la formación de ondas de choque en la bisagra y el movimiento hacia atrás del centro de presión, que en conjunto podían anular las fuerzas de control que el piloto podría aplicarle mecánicamente, dificultando la recuperación del picado. Un impedimento importante para los primeros vuelos transónicos fue la inversión de control, el fenómeno que causaba que las acciones de vuelo (palanca, timón) cambiaran de dirección a alta velocidad; fue la causa de muchos accidentes y cuasi accidentes. Se requiere una cola totalmente volante para que los aviones sin alas delta pasen a través de la región transónica a velocidades supersónicas sin perder el control. El M.52 fue el primer ejemplo de esta solución.
Se iba a realizar una prueba de vuelo de una versión inicial del avión utilizando el último motor de Frank Whittle, el Power Jets W.2/700. Este motor, que se estimaba que era capaz de proporcionar 2000 lb de empuje, estaba diseñado para que sólo fuera capaz de proporcionar un rendimiento subsónico en vuelo nivelado, pero también para que cuando volara en un picado poco pronunciado, fuera capaz de realizar un vuelo transónico. Wood describió el motor como "notable porque incorporaba ideas muy adelantadas a su tiempo". Para que el M.52 alcanzara velocidades supersónicas sería necesaria una versión de mayor empuje del motor W.2/700.
El empuje adicional requerido para una versión totalmente supersónica del avión provendría de un mayor flujo de aire proveniente de un ventilador aumentador, que movería aire alrededor del motor a través de un conducto de derivación, y de la quema de combustible en el aire de derivación detrás del ventilador. Se estimó que estos cambios proporcionarían 1620 lb adicionales de empuje a 36 000 pies y 500 mph. Se creía que habría ganancias de empuje mucho mayores disponibles a velocidades superiores a las 500 mph.
El diseño del M.52 sufrió muchos cambios durante el desarrollo debido a la naturaleza incierta de la tarea. Al comité de supervisión le preocupaba que el ala biconvexa no proporcionara suficiente altitud para probar el avión en picado. La delgada ala podía haberse hecho más gruesa si hubiera sido necesario, o agregarse una sección para aumentar la envergadura de la misma. A medida que avanzaba el proyecto, un aumento en el peso total generó preocupaciones con relación a que la potencia fuera insuficiente; por tanto, se consideró la adopción de asistencia con cohetes o depósitos de combustible adicionales. Otra medida propuesta fue que el M.52 se adaptara para convertirse en un avión parásito, despegando a gran altura desde debajo de un gran bombardero que sirviera como nave nodriza. La velocidad de aterrizaje calculada de 160 a 170 millas por hora (257,5 a 273,6 km/h) (comparable a los cazas modernos, pero alta para esa época), combinada con su relativamente pequeño ancho de vía del tren de aterrizaje era otra preocupación; sin embargo, esta disposición fue aceptada.

## Diseño

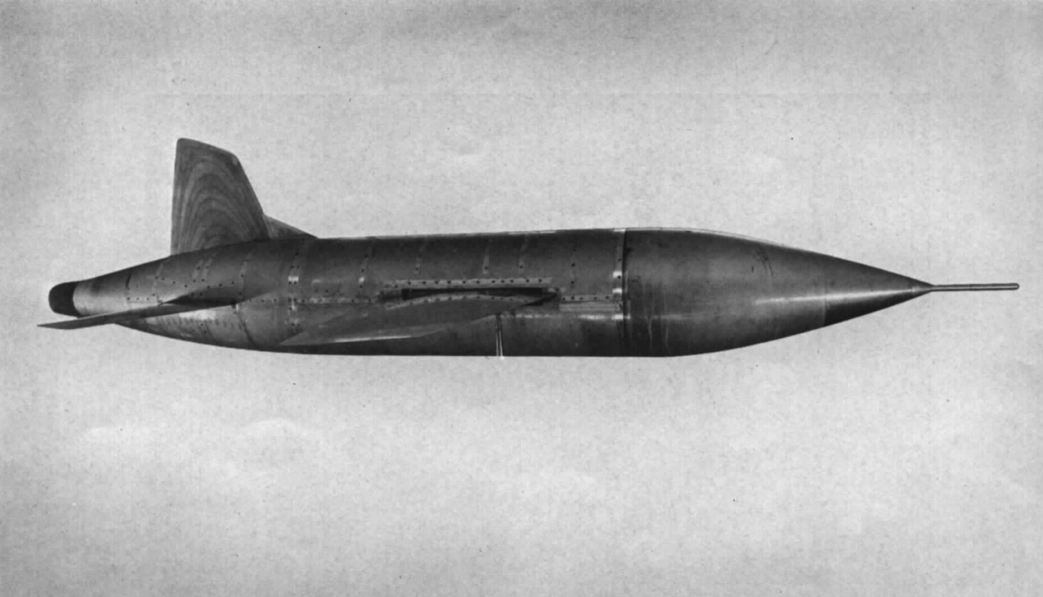
Una maqueta del M.52, alrededor de 1945-1954.

Para lograr velocidades que en ese momento eran inalcanzables, se incorporaron al diseño del M.52 un gran número de características avanzadas; muchas de ellas fueron el resultado de estudios detallados y conocimientos adquiridos de aerodinámica supersónica. Wood resume las cualidades del diseño del M.52 como si poseyera "todos los ingredientes de un avión de alto rendimiento de finales de los años cincuenta e incluso algunos de principios de los sesenta".
El fuselaje del M.52 era cilíndrico y, como el resto del avión, estaba construido de acero de alta resistencia con recubrimiento de aleación ligera. El fuselaje tenía un diámetro de 5 pies con un depósito de combustible anular alrededor del motor. El motor estaba colocado con su centro de gravedad cerca del de la estructura del avión y las alas estaban unidas a la estructura principal justo por detrás del motor. El uso de un cono de choque en el morro fue otra elección de diseño clave; la onda de choque cónica del morro puntiagudo producía una menor pérdida de presión dinámica para el motor que la admisión de pitot de un avión supersónico. Se utilizó un tren de aterrizaje triciclo retráctil. La rueda de morro estaba colocada entre los pies del piloto y las ruedas principales estaban alojadas dentro del fuselaje, plegándose hacia debajo de las alas cuando se desplegaban.
El M.52 poseía alas muy delgadas de sección biconvexa, propuestas por primera vez por Jakob Ackeret, ya que proporcionaban un bajo nivel de resistencia. Estas alas eran tan delgadas que se las conocía como alas "Gillette", nombradas así por la marca de maquinillas de afeitar. Las puntas de las alas estaban "recortadas" para mantenerlas alejadas de la onda de choque cónica generada por el morro del avión. En las alas se instalaron alerones de cuerda ancha y flaps divididos. Como nunca antes se había probado un ala de alta velocidad de esta forma y tamaño, Miles produjo un modelo de madera a escala real del ala para realizar pruebas aerodinámicas; otras partes representativas del avión, como el plano de cola, se producirían de manera similar y se someterían a pruebas de vuelo a baja velocidad.
La influencia estadounidense en el diseño contribuyó aún más a la forma de las alas. Mientras que los aviones supersónicos convencionales cuentan con diseños de alas en flecha, los fuselajes en Estados Unidos se centraron en gran medida en capacidades de transporte de carga útil pesada y de largo alcance. El perfil aerodinámico, así como la forma general del ala, todavía proporcionaban una resistencia mínima en una variedad de velocidades diferentes, lo que se prestaba a ser útil para el diseño del DARPA XS-1.
El motor turborreactor Power Jets W.2/700 estaba destinado a ser el primer motor del M.52. El avión inicial habría sido propulsado por un modelo "provisional", menos capaz, del W.2/700 y, por lo tanto, estaría limitado a velocidades subsónicas únicamente; no incluía ni el postquemador ni el ventilador trasero adicional que estarían presentes en la versión más avanzada proyectada con la que se habrían equipado a los M.52 construidos posteriormente. Además del motor W.2/700, un motor a reacción de flujo centrífugo, se prepararon diseños para que el M.52 fuera equipado con una variedad de motores y tipos de propulsión diferentes, incluido el que se convertiría en el nuevo motor a reacción de flujo axial Rolls-Royce Avon y motores cohete de combustible líquido.
El piloto del M.52, que en el primer vuelo habría sido el piloto de pruebas Eric Brown, habría pilotado el avión desde una pequeña cabina presurizada situada dentro del cono de choque que formaba el morro del avión. El piloto habría tenido que pilotar el avión en posición semiprono, con un parabrisas curvo alineado con los contornos del morro en forma de bala. En caso de emergencia, toda la sección podría ser expulsada, iniciando la separación del resto de la aeronave mediante múltiples pernos explosivos de cordita. La presión del aire obligaría a la cápsula desprendida a alejarse del fuselaje y un paracaídas ralentizaría su descenso, luego el piloto saltaría a una altitud menor. Para cumplir su función como avión de investigación, el M.52 debía estar equipado con instrumentación de vuelo integral, con lecturas de instrumentos fotografiadas automáticamente y lecturas de galgas extensométricas estructurales fotografiadas en un osciloscopio.

## Historia operacional

### Prototipos
En 1944, los trabajos de diseño se consideraron completados en un 90 %, y se le dijo a Miles que procediera con la construcción de un total de tres prototipos del M.52. Más tarde ese año, el Ministerio del Aire firmó un acuerdo con Estados Unidos para intercambiar datos e investigaciones relativos a la alta velocidad. El jefe de aerodinámica de Miles, Dennis Bancroft, declaró que la compañía Bell Aircraft tuvo acceso a los planos y a la investigación sobre el M.52; sin embargo, Estados Unidos incumplió el acuerdo y no se entregaron datos a cambio. Sin que Miles lo supiera, Bell ya había comenzado la construcción de su propio diseño supersónico propulsado por cohete pero, habiendo adoptado una cola convencional para su avión, estaban luchando con los problemas del control. Una cola de incidencia variable parecía ser la solución más prometedora; las pruebas de Miles y del RAE respaldaban esta conclusión. Más tarde, tras la conversión de la cola del avión, el piloto Chuck Yeager prácticamente verificó estos resultados durante sus vuelos de pruebas, y todos los aviones supersónicos posteriores tendrían un plano de cola móvil o un ala delta.

### Pruebas
Durante 1943, se proporcionó a Miles un único avión ligero Miles M.3B Falcon Six, que la RAE había utilizado anteriormente para realizar pruebas de alas, con el fin de realizar trabajos de pruebas de vuelo a baja velocidad en el proyecto. A este avión se le instaló una maqueta de madera de tamaño real del ala del M.52, instrumentación de pruebas y un tren de aterrizaje diferente. Debido a la delgadez del ala y a los afilados bordes de ataque y salida que se asemejan un poco a una hoja de afeitar, el avión recibió el apodo de "Gillette Falcon". El 11 de agosto de 1944, este demostrador de baja velocidad realizó su vuelo inaugural. Estas pruebas encontraron que el ala poseía una función favorable de los alerones, pero también indicaron que aterrizar sin flaps sería más difícil que sus contemporáneos. En comparación con un Falcon Six estándar, la superficie del ala se redujo aproximadamente un 12 %; esto tuvo el efecto de aumentar la velocidad de aterrizaje en más del 50 %, de 40 a 61 mph (64,4 a 98,2 km/h), superior a cualquier avión anterior.
Para realizar pruebas de alta velocidad, la cola volante del M.52 se instaló en el avión más rápido disponible en ese momento, un Supermarine Spitfire. El piloto de pruebas de la RAE, Eric Brown, afirmó que probó este avión con éxito durante octubre y noviembre de 1944; en uno de esos vuelos, logró alcanzar una velocidad registrada de Mach 0,86 durante un picado desde gran altura. La cola volante también se instaló en el "Gillette Falcon", que procedió a realizar una serie de pruebas de vuelo a baja velocidad en el RAE en abril de 1945. Miles decidió construir su propio túnel de viento, que se utilizó para realizar las primeras pruebas aerodinámicas del M.52. Esto requirió que Miles construyera su propia fundición a pequeña escala en el lugar, debido tanto a los requisitos de seguridad como a la producción de componentes con tolerancias mínimas. En agosto de 1945, el diseño del M.52 se había establecido firmemente y el desarrollo había discurrido hasta una etapa avanzada. A principios de 1946, se había terminado el 90 % del trabajo de diseño en detalle, el programa de ensamblaje de componentes estaba en marcha, mientras se fabricaban las plantillas y el innovador ventilador aumentador; se había previsto que ese verano se realizaría el vuelo inaugural del primer prototipo del M.52.

### Cancelación
En febrero de 1946, Lockspeiser informó a Miles de la interrupción inmediata del proyecto y le dijo que dejara de trabajar en el M.52. Frank Miles declaró más tarde sobre esta decisión: "No sabía qué decir o pensar cuando esta extraordinaria decisión cayó sobre mí, sin previo aviso de ningún tipo. En nuestra última reunión oficial de diseño, todos los miembros, incluidos el Ministerio y los representantes de Power Jets, se habían mostrado alegres y optimistas". Según Miles, cuando se acercó a Lockspeiser para conocer los motivos de la cancelación, fue informado de que era por motivos económicos; Lockspeiser también expresó su creencia de que los aviones no volarían de forma supersónica en muchos años y posiblemente que nunca lo hicieran. En ese momento, el gobierno laborista de posguerra, encabezado por Clement Attlee, había implementado dramáticos recortes presupuestarios en varias áreas, lo que pudo haber servido de incentivo para la cancelación del M.52, que se proyectaba que implicaría un coste considerable. Según Wood, "la decisión de no seguir adelante fue puramente política, tomada por el Gobierno de Attlee".
En febrero de 1946, casi al mismo tiempo que finalizaba el desarrollo del M.52, Frank Whittle presentó su renuncia en Power Jets, afirmando que se debía a su desacuerdo con la política oficial. En el momento de la cancelación, el primero de los tres M.52 se había completado en un 82 % y estaba previsto que comenzara los primeros vuelos de pruebas en tan sólo unos meses. El programa de pruebas habría implicado pruebas y desarrollo progresivos del M.52 por parte del RAE, inicialmente sin la poscombustión instalada. El objetivo final de las pruebas habría sido alcanzar Mach 1,07 a finales de 1946.
Miles hizo un último intento por revivir el proyecto, presentando una propuesta para un único prototipo del M.52 casi completo, equipado con un motor de cohete alemán capturado y controles automatizados, eliminando el requisito de que fuera un piloto a bordo. Sin embargo, esta propuesta fue rechazada. Debido a que el proyecto estaba sujeto a la Ley de Secretos Oficiales, el público británico en general desconocía la existencia del M.52; por lo tanto, ni la nación ni el mundo sabían que un avión supersónico había estado a punto de construirse, ni de su brusca terminación. El Ministerio se negó repetidamente a permitir que Miles celebrara conferencias de prensa sobre el M.52 y, mientras realizaba su propia conferencia de prensa sobre el tema del vuelo de alta velocidad el 18 de julio de 1946, el Ministerio no mencionó el proyecto en absoluto. No fue hasta septiembre de 1946 que el Ministerio permitió a Miles anunciar la existencia del M.52 y su cancelación.
Tras el anuncio de la existencia del M.52, hubo un gran interés de la prensa por la historia, que presionó al Gobierno para que proporcionara más detalles sobre la cancelación. Un portavoz del Ministerio de Suministros finalmente comentó sobre el tema, sugiriendo que investigaciones posteriores que se estaban llevando a cabo habían sugerido otros enfoques en lugar del M.52. Según Wood, la respuesta del Ministerio fue "una completa cortina de humo... era impensable admitir que la experiencia supersónica era inexistente". El papel de Lockspeiser en la cancelación del M.52 se hizo de conocimiento público, lo que llevó a que su decisión fuera ridiculizada en la prensa como una "torpeza de Ben".
No fue hasta febrero de 1955 que surgió otra razón oficial para la cancelación del M.52; un libro blanco publicado ese mes decía que "también se tomó en 1946 la decisión de que, a la luz del conocimiento limitado entonces disponible, el riesgo de intentar un vuelo supersónico en aviones tripulados era inaceptablemente alto y que nuestra investigación sobre los problemas involucrados debería llevarse a cabo en primer lugar mediante modelos lanzados desde el aire". Este mismo documento reconocía que la decisión de terminación había retrasado seriamente el avance del progreso aeronáutico por parte de Gran Bretaña. Desde entonces, se ha reconocido ampliamente que la cancelación del M.52 fue un importante revés en el progreso británico en el campo del diseño supersónico.
En 1947, Miles Aircraft Ltd entró en quiebra y posteriormente la empresa fue reestructurada; sus activos de aeronaves, incluidos los datos de diseño del M.52, fueron adquiridos por Handley Page.

### Trabajos posteriores

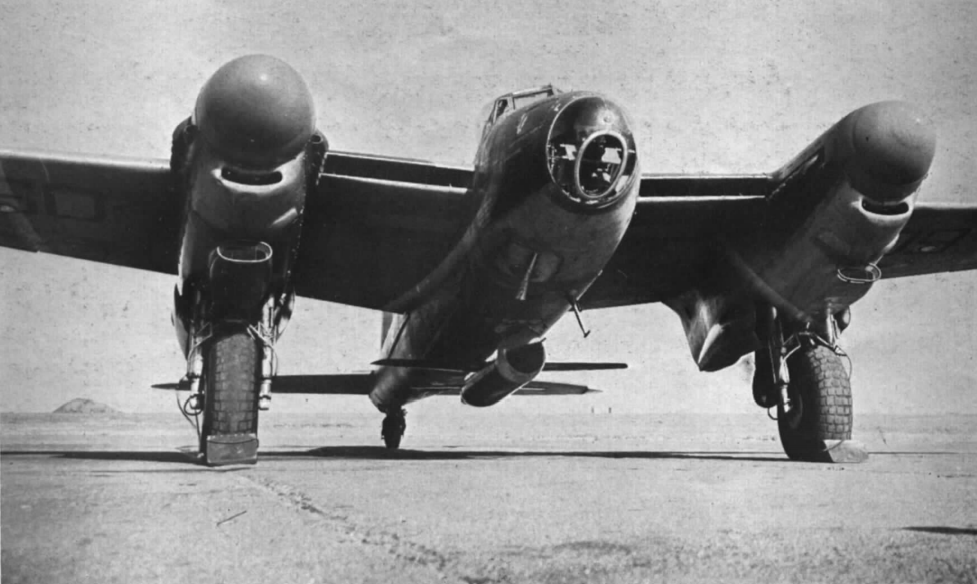
Un De Havilland Mosquito en tierra con una maqueta cohete RAE-Vickers en su puesto bajo el fuselaje.

En lugar de resucitar el M.52 a escala real, el Gobierno decidió instituir un nuevo programa que involucraba misiles desechables, sin piloto y propulsados por cohetes; estaba previsto que estos modelos realizaran un total de 24 vuelos, que explorarían seis configuraciones diferentes de alas y superficies de control, incluidas disposiciones alternativas de ala recta y ala en flecha. Wood se refirió al fracaso en revivir el avión a escala real como "de un solo golpe, Gran Bretaña había optado por no participar en la carrera de aviones tripulados supersónicos". El contrato para los misiles desechables no se otorgó a Miles, sino a Vickers-Armstrongs, cuyo equipo de diseño estaba dirigido por el destacado ingeniero e inventor británico Barnes Wallis. Si bien el trabajo de diseño de base estuvo a cargo del equipo de Wallis, el desarrollo del motor estuvo a cargo del propio RAE. El producto de estos esfuerzos fue una maqueta radiocontrolada a una escala del 30 % del diseño original del M.52, propulsada por un único motor cohete Armstrong Siddeley Beta, alimentado por una mezcla de peróxido de hidrógeno concentrado.
En total, hubo un intervalo total de 15 meses entre la terminación del M.52 tripulado y la aparición de la primera maqueta de pruebas propulsada por cohete lista para volar. Según lo previsto, el modelo de pruebas se lanzaría en altitud mediante un nodriza volador en forma de un De Havilland Mosquito modificado; se instaló en un bastidor especialmente diseñado entre las puertas de la bodega de bombas del avión. Poco después del lanzamiento, su piloto automático a bordo debía nivelar la maqueta antes de que se pusiera en marcha el motor cohete. A los 70 segundos de su lanzamiento, estaba previsto que la maqueta fuera capaz de alcanzar una velocidad de Mach 1,3 (880 mph); luego descendería al océano sin ninguna posibilidad de recuperación. Los datos adquiridos en cada vuelo debían proporcionarse mediante radiotelemetría transmitida, que era recibida por una estación terrestre con base en las Islas Sorlingas.
El 8 de octubre de 1947 se produjo el primer lanzamiento de una maqueta de pruebas desde gran altura; sin embargo, el cohete explotó involuntariamente poco después de su lanzamiento. Sólo unos días después, el 14 de octubre, el Bell X-1 rompió la barrera del sonido. Hubo una oleada de denuncias por la decisión del Gobierno de cancelar el proyecto, y el Daily Express se hizo cargo de la causa para la restauración del programa M.52, sin resultado alguno. El 10 de octubre de 1948, se lanzó un segundo cohete y se obtuvo la velocidad de Mach 1,38 en vuelo nivelado estable, un logro único en ese momento. En ese momento, el X-1 y el Yeager ya habían alcanzado Mach 1,45 el 25 de marzo del mismo año. En lugar de sumergirse en el mar como estaba previsto, la maqueta no respondió a los mandos de radio y fue observado por última vez (en el radar) dirigiéndose hacia el Atlántico. Después de ese exitoso vuelo de pruebas supersónico, se canceló el trabajo adicional en este proyecto, seguido inmediatamente por la emisión del Requerimiento Experimental ER.103 del Ministerio de Suministros.
Una de las razones oficiales dadas para la cancelación fue "el alto coste por el poco retorno". Wood comentó sobre el programa de la maqueta: "con el dinero así desperdiciado, el M.52 pilotado podría haberse completado y volado, y se habría obtenido una gran cantidad de información incalculable... se demostró que el piloto era esencial para cualquier proceso de desarrollo que valiera la pena y un avión de pruebas bien diseñado sería condición sine qua non para un conocimiento a gran escala".
Muchos principios de diseño importantes que se incorporaron en el M.52 no reaparecieron hasta mediados o finales de la década de 1950, con el desarrollo de aviones verdaderamente supersónicos como el Fairey Delta 2 y el English Electric P.1, que se convirtió en el English Electric Lightning. Ambos aviones se desarrollaron en respuesta (inicialmente) al requisito ER.103 de 1947, basándose en el conocimiento adquirido en los proyectos de investigación del avión y misil M.52, junto con datos experimentales alemanes. El diseño del ala del M.52 era similar al del cohete supersónico alemán Wasserfall.

## Especificaciones (M.52)
Referencia datos: Flight : The 1,000-m.p.h. M.52., Miles aircraft since 1925, Turbojet history and development 1930-1960

### Características generales
- Tripulación: Uno (piloto)
- Longitud: 8,7 m (28,6 ft)
- Envergadura: 8,2 m (26,9 ft)
- Superficie alar: 13,3 m² (143,2 ft²)
- Perfil alar: biconvexo; raíz: 7,5 % de grosor; punta: 4,9 % de grosor
- Peso cargado: 3497 kg (7707,4 lb)
- Planta motriz: 1× turborreactor con ventilador aumentador y posquemador Power Jets W.2/700.
  - Empuje normal: 8,9 kN (908 kgf; 2001 lbf) a nivel del mar, en seco de empuje.
  - Empuje con postquemador: 14 kN (1428 kgf; 3147 lbf) al despegue (18 kN (4100 lbf) a 1600 km/h (Mach 1,5) y 11 000 m (36 000 pies)) de empuje.
- Diámetro: 1,5 m (fuselaje)
- Alargamiento: 5:1
- Capacidad de combustible: 910 L/730 kg

### Rendimiento
- Velocidad máxima operativa (Vno): 1600 km/h (994 MPH; 864 kt) a 11 000 m (36 000 pies) tras picado desde 15 000 m (50 000 pies); 1135 km/h con aumentador a nivel del mar; 941 km/h con aumentador a 9100 m (30 000 pies)
- Carga alar: 250 kg/m² (51,2 lb/ft²)
- Mejor velocidad de ascenso: 970 km/h
- Tiempo a altitud: 1 min 30 s para 11 000 m (36 000 pies)
- Carrera de despegue hasta 15 m (50 pies): 1420 m

## Aeronaves relacionadas

### Aeronaves similares
- Bell X-1
- Leduc 0.10
- Silbervogel

### Secuencias de designación
- Secuencia M._ (interna de Miles): ← M.38 - M.39B - M.50 - M.52 - M.57 - M.60 - M.65 →